# Interleptomesochra boguensis
Interleptomesochra boguensis är en kräftdjursart som beskrevs av Lindgren 1975. Interleptomesochra boguensis ingår i släktet Interleptomesochra och familjen Ameiridae. Inga underarter finns listade i Catalogue of Life.